# Revelation Lyrics
Revelation Lyrics (en español: letras de revelación) es el nombre del primer álbum del artista panameño de Reggae en español El Roockie. El álbum fue lanzado en el mes de noviembre del año 1999. El álbum utilizó ritmos urbanos como dancehall, reggae, algunos contenidos con Roots reggae todos conformando lo que es el Reggae en español.
| #  | Título                  | Duración |
| -- | ----------------------- | -------- |
| 01 | "Introducción"          | 0:26     |
| 02 | "Claro de vista"        | 3:23     |
| 03 | "Rapeadores saineando"  | 3:54     |
| 04 | "Más violencia no"      | 3:50     |
| 05 | "Quien es el buay"      | 3:00     |
| 06 | "Roboteando"            | 2:44     |
| 07 | "Adiós al amigo"        | 2:36     |
| 08 | "Anayansi"              | 2:54     |
| 09 | "Batuzai"               | 2:33     |
| 10 | "Read my lips"          | 1:48     |
| 11 | "My enemy 1"            | 2:27     |
| 12 | "My enemy 2"            | 3:52     |
| 13 | "Se acabó el bad boy"   | 2:15     |
| 14 | "Buay del barrio"       | 3:44     |
| 15 | "Niños de la calle"     | 3:16     |
| 16 | "Canto a la humanidad"  | 3:19     |
| 17 | "Darte su amor"         | 4:35     |
| 18 | "Si le dije que la ame" | 2:59     |
| 19 | "Chica indicada"        | 4:09     |
| 20 | "Chica en estado"       | 3:16     |
| 21 | "Niño de mi alma"       | 4:44     |
| 22 | "La verdad"             | 3:05     |